# 투 러버스
《투 러버스》(영어: Two Lovers)는 2008년 공개된 미국의 로맨틱 드라마 영화이다. 제임스 그레이가 감독과 공동 각본을 맡았다. 표도르 도스토옙스키의 단편 소설 "백야"에서 영감을 얻어 제작되었다.

## 출연
- 호아킨 피닉스
- 귀네스 팰트로
- 비네사 쇼
- 이사벨라 로셀리니
- 모니 모쇼노브
- 엘리어스 커테이어스
- 밥 아리
- 줄리 버드
- 이언 J. 봅

## 기타 제작진
- 총괄 제작: 아녜스 망트레, 토드 와그너
- 배역: 더글러스 에이블
- 미술: 해피 매시
- 세트: 캐럴 실버먼
- 의상: 마이클 클랜시